# 양성성

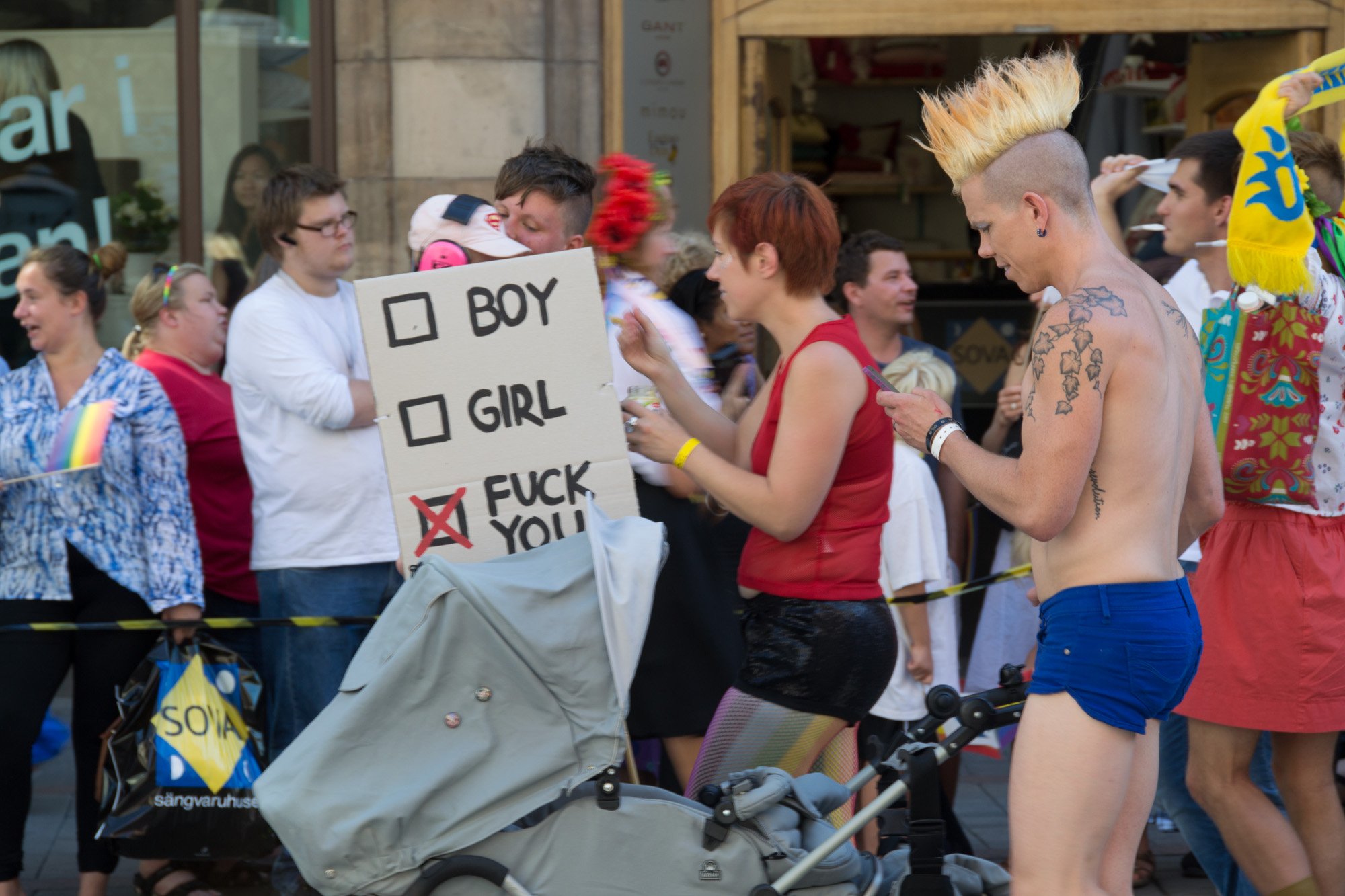
"남자도 아니고 여자도 아니다"

양성성, 안드로진(영어: Androgyne(형용사: Androgynous))은 그리스어 단어에서 유래한, 남성을 의미하는 접두사 Andro-와 여성을 의미하는 Gyne이 합쳐진 용어이다. 성 역할 고정 관념을 이루는 남성스러움과 여성스러움을 구분하지 않고 한 인격체 내에 남성성과 여성성을 동시에 갖춘 것으로 인식하는 것을 지칭한다. 이들은 어느 한 쪽의 성도 무시받길 싫어하며 누나, 언니, 형, 오빠 등과 같이 성별이 드러나는 호칭을 꺼려한다. 대체로 논바이너리와 같이 영어권 대명사로 They를 사용한다.

## 다른 정체성과의 구분

### 바이젠더
바이젠더는 두 가지 젠더가 각각 분리되어 있고 상황에 따라 완전한 전환이 일어난다. 그러나 안드로진의 경우, 남성성과 여성성이 섞인 형태의 양성적 젠더를 가지고 있다. 안드로진은 어떤 순간에도 자신을 남성이나 여성으로 생각하지 않고, 한결같이 자신을 양성이 섞인 젠더를 가진 사람으로 여기지만 바이젠더는 어떨 땐 완전한 남성의 의식을, 어떨 땐 완전한 여성의 의식을 가지고 있다.

### 뉴트로이스
뉴트로이스는 안드로진과 달리 자신이 남자도 여자도 아니라고 여기며, 중립적인 제3의 성으로 정체화하곤 한다. 그러나 안드로진은 자신의 젠더를 남성과 여성이 섞인 젠더로 여긴다는 점에서 다르다.

### 인터섹스
인터섹스는 선천적으로 타고난 신체의 성별이 남녀로 딱 떨어지지 않는 모든 경우이며, 안드로진은 자신의 젠더를 남녀가 섞여 있는 상태로 여긴다. 인터섹스가 생물학적이고 육체적인 개념인 반면 안드로진은 정신적이고 심리적인 개념이다. 인터섹스이면서 안드로진일 수도 있지만, 인터섹스이지만 안드로진이 아닌 사례, 안드로진이지만 인터섹스가 아닌 사례가 훨씬 더 많다.

## 같이 보기
- 바이젠더
- 후타나리
- 성별 불쾌감
- 성 중립성
- 자웅이체
- 자웅모자이크
- 논바이너리
- 팬젠더
- 포스트젠더리즘
- 제3의 성